# Kinnda (musikalbum)
Kinnda är ett musikalbum från 2001 av den svenska artisten Kinnda.

## Låtlista
1. "Freak You Out" 4:08 (Kinnda / RedOne)
2. "Love Struck" 3:48 (Ben Copland, Nicky Cook, Phil Dane, Yvonne John- Lewis)
3. "Don't Bring Sand to the Beach" 3:21 (Kandi, Kevin Briggs)
4. "Helpless" 4:01
5. "All My Love" 3:20 (Kara Dioguardi / Ulf Lindström / Johan Ekhé)
6. "Put These Rumours to Bed" 3:35
7. "After All" 5:26
8. "Just Wanna Be Loved By You" 3:50
9. "Forever and a Day" 3:07
10. "Tell Me You Don't Love Me" 3:00
11. "Same People" 3:37